# Michael Attaliates
Michael Attaliates var en bysantinsk jurist och historieskrivare på 1000-talet.
Han författade bland annat ett för ovanlig opartiskhet präglat historiskt verk, omfattande tiden 1034-1079.